# Dendrothele asterospora
Dendrothele asterospora är en svampart som beskrevs av Boidin & Lanq. 1996. Dendrothele asterospora ingår i släktet Dendrothele och familjen Corticiaceae.   Inga underarter finns listade i Catalogue of Life.